# Villa Aeroparque
Villa Aeroparque és un nucli de població (fraccionamiento) de l'Uruguai ubicat al sud del departament de Canelones. Es troba sobre la ruta 101, 4,5 quilòmetres al nord-est de l'encreuament amb la Ruta Interbalneària i l'Aeroport Internacional de Carrasco. Forma part de la zona metropolitana de Montevideo.

## Població
Segons les dades del cens de l'any 2004, Villa Aeroparque tenia 4.434 habitants.
| Any  | Població |
| ---- | -------- |
| 1975 | 865      |
| 1985 | 1.887    |
| 1996 | 3.414    |
| 2004 | 4.434    |
| 2011 | 4.307    |

Font: Institut Nacional d'Estadística de l'Uruguai